# Японские девушки в порту
«Японские девушки в порту» (яп. 港の日本娘, Minato no nihonmusume; англ. Japanese Girls at the Harbour) — японский немой чёрно-белый фильм 1933 года, мелодрама режиссёра Хироси Симидзу. По рассказу Томы Китабаяси.

## Сюжет
В самом начале фильма Сунако и Дора, две школьных подруги из Йокогамы, клянутся друг другу, что они всегда будут вместе. Однажды во время их совместных прогулок к Сунако приезжает на мотоцикле молодой человек по имени Генри. Так в их жизнь вторгается третий. История, закрученная вокруг двух молодых девушек, борющихся за внимание одного мужчины, стара как мир.
После того, как Сунако узнает об изменах своего Генри с женщиной по имени Йоко Шеридан, она не задумываясь примет решение убить её. А затем будет путешествовать из одного города в другой, зарабатывая на жизнь древнейшей из профессий. Но в конце концов возвращается в Йокогаму, где тот, из-за кого она совершит преступление, будет жить в браке с её подругой Дорой. Не в самом счастливом браке, ибо Генри будет настаивать на встречах с Сунако, однако она, как ей не будет это тяжело, не пойдёт на поводу чувств любви, предпочтя верность женской дружбы.

## О фильме
Несмотря на включение в фильм прозападных образов, он остаётся глубоко японским по своей поэтической образности. В своё время недооцененный фильм теперь считается одним из культовых среди кинокритиков на Западе.

## В ролях
- Митико Ойкава — Сунако Курокава
- Юкико Иноуэ — Дора Кеннел
- Урэо Эгава — Генри
- Ранко Сава — Йоко Шеридан
- Юмэко Айдзомэ — Масуми
- Тацуо Сайто — Миура, художник
- Ясуо Нандзё — Харада, джентльмен